# Vachellia nilotica
Vachellia nilotica (L.) P.J.H.Hurter & Mabb., 2008 è una pianta della famiglia delle Fabacee, diffusa in Africa, nella penisola arabica e nel subcontinente indiano.

## Descrizione
Può presentarsi come un arbusto dall'ampia chioma (sottospecie V. n. subalata, V. n. leiocarpa, V. n. adstringens, V. n. hemispherica e V. n. kraussiana) o come un vero e proprio albero, in grado di raggiungere i 15–20 m di altezza (ssp. V. n. nilotica, V. n. tomentosa e V. n. indica).

La chioma è fitta, di forma emisferica o piatta, e i rami presentano spine lunghe sino a 5 cm.

Le foglie sono bipennate, composte da 12-30 paia di foglioline, glabre o pubescenti, lunghe sino a 7 mm e larghe 0,5–1,5 mm.

I fiori sono di colore giallo intenso, riuniti in capolini piumosi di 6–15 mm di diametro.

I frutti sono dei baccelli piatti e indeiscenti, di colore dal grigio al marrone, di forma variabile nelle differenti sottospecie, contenenti da 6 a 16 semi.
Durante la stagione secca tendono a perdere le foglie, anche se le sottospecie fluviatili possono comportarsi da piante sempreverdi.

## Distribuzione e habitat

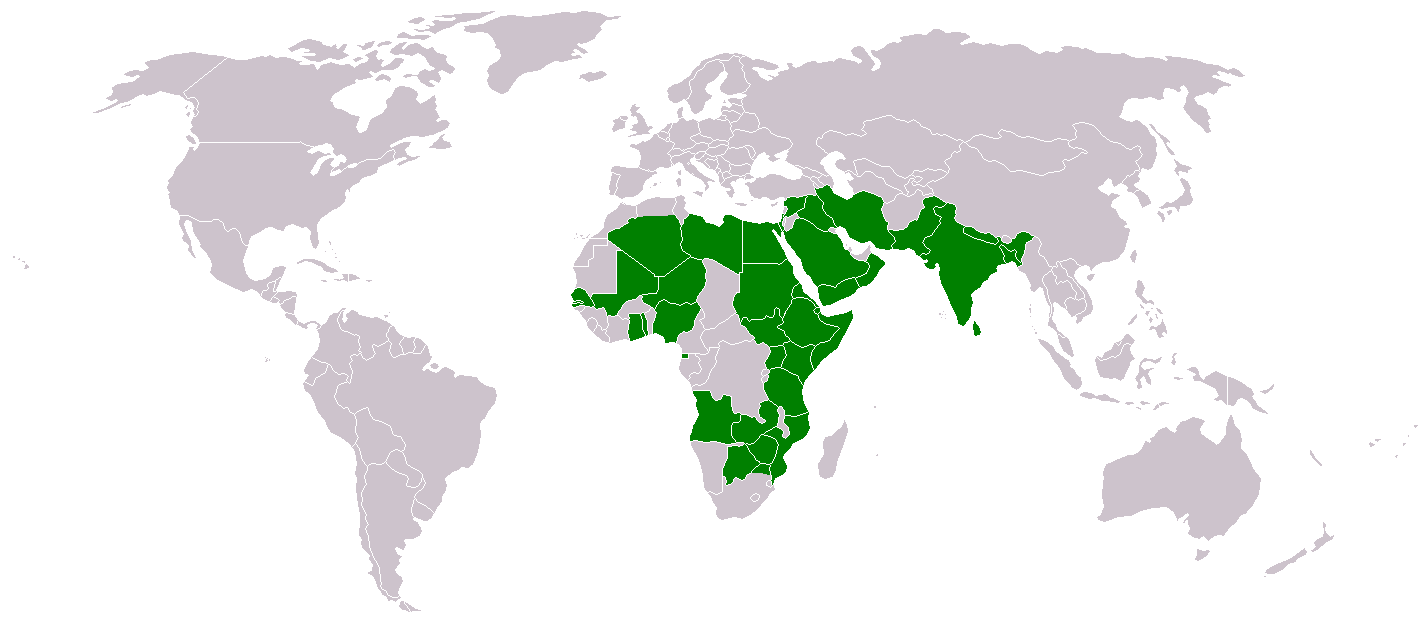
Areale di V. nilotica

La specie cresce spontaneamente in molti paesi dell'Africa (Algeria, Angola, Botswana, Egitto, Etiopia, Gambia, Ghana, Guinea-Bissau, Kenya, Libia, Malawi, Mali, Mozambico, Niger, Nigeria, Senegal, Somalia, Sudafrica, Sudan, Tanzania, Togo, Uganda, Zambia e Zimbabwe), nella penisola arabica (Oman, Arabia Saudita, Yemen) e nel subcontinente indiano (India, Nepal, Pakistan, Myanmar e Sri Lanka).

È stata introdotta dall'uomo in molti altri paesi tra cui l'Australia (dove è considerata una specie invasiva), Capo Verde, Zanzibar, Iran, Iraq, Israele, Siria, Indonesia e Vietnam.
Tra le sottospecie africane alcune (V. n. subalata, V. n. leiocarpa e V. n. adstringens) prediligono i terreni secchi e sabbiosi o le savane con scarse precipitazioni, mentre altre (V. n. nilotica e V. n. tomentosa) si trovano spesso in prossimità dei corsi d'acqua o in aree soggette ad inondazioni stagionali. V. n. kraussiana cresce sia su suoli aridi che in prossimità dei corsi d'acqua.

Tra le sottospecie asiatiche V. n. indica e V. n. cupressiformis danno vita a foreste secche di bassa quota, prediligendo i suoli alcalini mentre V. n. hemispherica cresce esclusivamente su suoli sabbiosi in prossimità di alcuni torrenti sabbiosi nei pressi di Karchi.
V. nilotica è diffusa dal livello del mare sino a 2000 m di altitudine. Resiste a temperature molto elevate (sino a 50 °C).

## Tassonomia
Descritta da Linneo nel suo Species Plantarum del 1753 come Mimosa nilotica, questa entità è stata successivamente rinominata come Acacia nilotica, divenendo la specie tipo del genere Acacia. Nel 2005 l'International Botanical Congress di Vienna ha approvato una risoluzione che, sulla base dei dati di filogenesi molecolare, segregava le specie africane di Acacia nei generi Senegalia e Vachellia; la specie è pertanto attualmente classificata come Vachellia nilotica.
Ne esistono nove sottospecie riconosciute, tre nel subcontinente indiano e sei in Africa:
- Vachellia nilotica subsp. nilotica
- Vachellia nilotica subsp. adstringens (Schumach.) Kyal. & Boatwr.
- Vachellia nilotica subsp. cupressiformis (J.L.Stewart) Ali
- Vachellia nilotica subsp. hemispherica (Ali & Faruqi) Ali
- Vachellia nilotica subsp. indica (Benth.) Kyal. & Boatwr.
- Vachellia nilotica subsp. kraussiana (Benth.) Kyal. & Boatwr.
- Vachellia nilotica subsp. leiocarpa (Brenan) Kyal. & Boatwr.
- Vachellia nilotica subsp. subalata (Vatke) Kyal. & Boatwr.
- Vachellia nilotica subsp. tomentosa (Benth.) Kyal. & Boatwr.

## Usi
Dalla sua corteccia si estrae una essudazione gommosa nota come gomma arabica.
Ha proprietà antidiarroiche ed emollienti, ed è utilizzata nella medicina popolare di varie popolazioni africane ed asiatiche come rimedio naturale contro la dissenteria o per il trattamento di lesioni cutanee, piaghe e ulcere.
Il legno è molto resistente e durevole ed è utilizzato per la costruzione di abitazioni o come combustibile.
È una specie in grado di colonizzare i terreni alcalini e per la sua capacità di azotofissazione è stata utilizzata estensivamente in India per il recupero di vaste aree degradate.